# 亚历克斯·法夫雷加斯
亚历克斯·法夫雷加斯（西班牙語：Alex Fàbregas，1980年10月25日—），西班牙男子曲棍球运动员。他曾代表西班牙参加2004年、2008年和2012年夏季奥林匹克运动会曲棍球比赛，其中2008年奥运会获得一枚银牌。